# Trofeo Laigueglia 1989
Il Trofeo Laigueglia 1989, ventiseiesima edizione della corsa, si svolse il 16 febbraio 1989, su un percorso di 169 km. La vittoria fu appannaggio dell'italiano Pierino Gavazzi, che completò il percorso in 4h19'00", precedendo i connazionali Marco Vitali e Silvio Martinello.

## Ordine d'arrivo (Top 10)
| Pos. | Corridore         | Squadra          | Tempo    |
| ---- | ----------------- | ---------------- | -------- |
| 1    | Pierino Gavazzi   | Polli-Mobiexpert | 4h19'00" |
| 2    | Marco Vitali      | Atala-Campagnolo | s.t.     |
| 3    | Silvio Martinello | Atala-Campagnolo | s.t.     |
| 4    | André Lurquin     | Lotto-Vitus      | s.t.     |
| 5    | Enrico Galleschi  | Pepsi Cola       | s.t.     |
| 6    | Jacques Decrion   | Super U          | s.t.     |
| 7    | Pascal Dubois     | Super U          | s.t.     |
| 8    | Bruno Cornillet   | Z-Peugeot        | s.t.     |
| 9    | Andrea Chiurato   | Polli-Mobiexpert | s.t.     |
| 10   | Roberto Gusmeroli | Atala-Campagnolo | s.t.     |